# Budhpura
Budhpura è una suddivisione dell'India, classificata come census town, di 4.387 abitanti, situata nel distretto di Bundi, nello stato federato del Rajasthan. In base al numero di abitanti la città rientra nella classe VI (meno di 5.000 persone).

## Geografia fisica
La città è situata a 25° 06' 25 N e 75° 27' 53 E.

## Società

### Evoluzione demografica
Al censimento del 2001 la popolazione di Budhpura assommava a 4.387 persone, delle quali 2.359 maschi e 2.028 femmine. I bambini di età inferiore o uguale ai sei anni assommavano a 858, dei quali 463 maschi e 395 femmine. Infine, coloro che erano in grado di saper almeno leggere e scrivere erano 1.094, dei quali 826 maschi e 268 femmine.